# Persic
Die Persic war ein 1899 in Dienst gestelltes Passagierschiff der britischen Reederei White Star Line, das im Passagier- und Frachtverkehr von Großbritannien über Kapstadt nach Australien eingesetzt wurde. Es wurde 1927 abgewrackt.

## Das Schiff

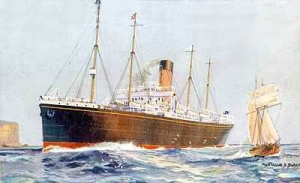
Zeichnung

Das 11.973 BRT große, aus Stahl gebaute Dampfschiff Persic wurde auf der Belfaster Schiffswerft Harland & Wolff gebaut. Sie war das zuletzt fertiggestellte von drei Schwesterschiffen, die inoffiziell The Jubilee Class („Jubiläumsklasse“) genannt wurden, was als Zeichen der Vorfreude auf die nahende Jahrhundertwende galt. Die anderen beiden Schiffe waren die Afric und die Medic. Mit diesen drei Schiffen eröffnete die White Star Line ihren Passagier- und Frachtverkehr nach Australien. Dieser Schritt erwies sich als so erfolgreich, dass die Reederei im Jahr 1900 die Jubilee Class mit der Runic und der Suevic komplettierte.
Das 173,7 Meter lange und 19,3 Meter breite Schiff hatte drei Decks, einen Schornstein und vier Masten. Die Persic wurde mit einer achtzylindrigen Vierfachexpansions-Dampfmaschine von Harland & Wolff angetrieben, die auf zwei Propeller wirkte und 5000 PSi leistete. Die Höchstgeschwindigkeit lag bei 13,5 Knoten. Es konnten 320 Passagiere in der Kabinenklasse transportiert werden. Außerdem verfügte das Schiff über sieben Laderäume. Fracht und Gepäck konnten mit insgesamt 21 Derrickkränen verladen werden. Der tägliche Kohleverbrauch lag bei 80 Tonnen.

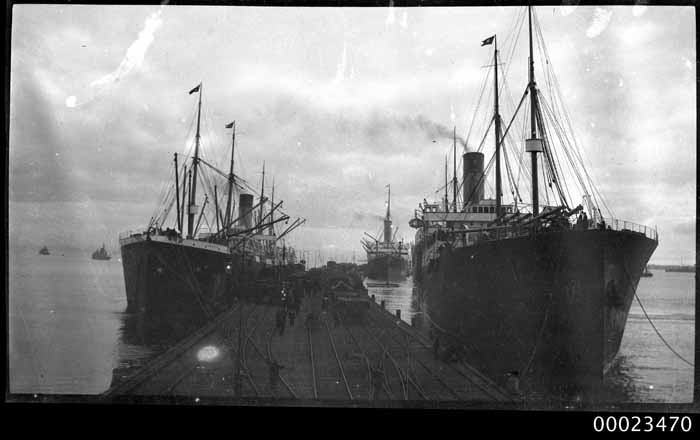
Die Persic (links) neben der Ceramic am Pier (undatiert).

Am 7. September 1899 lief die Persic in Belfast vom Stapel und am 16. November wurde sie der White Star Line übergeben. Am 7. Dezember 1899 legte der Dampfer in Liverpool zu seiner Jungfernfahrt über Kapstadt nach Sydney ab. Auf dieser Fahrt beförderte sie Truppen für den Einsatz im Burenkrieg. In Kapstadt brach ihr Ruder, sodass sich die Weiterfahrt verzögerte, bis Harland & Wolff ein neues liefern konnte. Erst im Januar 1900 wurde die erste Überfahrt beendet.
Am 26. Oktober 1900 nahm die Persic die Mannschaft des in Brand geratenen Schoners Madura auf. Von 1917 bis 1919 unterstand sie wie auch ihre Schwesterschiffe dem Liner Requisition Theme. Am 7. September 1918 wurde sie mit 2800 amerikanischen Soldaten an Bord 40 Seemeilen nordwestlich der Scilly-Inseln von dem deutschen U-Boot UB 87 (Kapitänleutnant Karl Petri) torpediert, konnte aber sich in den nächsten Hafen einlaufen. 1920 wurde sie wieder der White Star Line übergeben und modernisiert. Von da an war nur noch Platz für 260 Passagiere der Kabinenklasse. 1926 kam es während Umbauarbeiten in Govan zu irreparablen Maschinenschäden. Nach ihrer letzten Ausfahrt am 26. September 1926 wurde die Persic aufgelegt. Am 7. Juli 1927 wurde sie zum Abbruch verkauft und dampfte vom Mersey nach Hendrik-Ido-Ambacht in die Niederlande, wo sie abgewrackt wurde.